# Hope Emerson
Hope Emerson (* 29. Oktober 1897 in Hawarden, Iowa; † 25. April 1960 in Hollywood, Kalifornien) war eine US-amerikanische Schauspielerin.

## Leben
Hope Emerson wurde 1897 in Hawarden, im Mittleren Westen der USA geboren, wo sie auch aufwuchs. 1916 machte sie ihren Schulabschluss an der West High School in Des Moines und begann danach, als Schauspielerin im Vaudeville-Theater Fuß zu fassen und in Nachtclubs als Jazzsängerin aufzutreten. Mit einer Körpergröße von 1,88 Metern, einem Gewicht von 115 Kilogramm und einer charakteristischen, brüsken Stimme versehen, entsprach sie nicht dem gängigen Schönheitsideal und war während ihrer Anfangsjahre am Theater häufig auf komödiantische Rollen festgelegt. So auch im Jahr 1930, als ihr der Theaterproduzent Norman Bel Geddes die Rolle der Amazone Lampito in Aristophanes’ Komödie Lysistrata anvertraute, mit der Emerson ihr Debüt am New Yorker Broadway gab. Der Zweiakter avancierte zum Erfolg und brachte es in der Spielzeit von Juni 1930 bis Januar 1931 auf über 250 Aufführungen. Weitere Theaterengagements am Broadway wie die Komödie Smiling Faces (1932) oder das Musical Swing Your Lady (1936–1937) folgten.
Parallel zu ihrer Arbeit am Theater feierte Hope Emerson 1932 mit der Verfilmung von Smiling Faces ihren Einstand im Kino. Nach Al Christies neunzehnminütigem Kurzfilm Object Not Matrimony (1935) an der Seite von Ernest Truex kehrte sie der Filmleinwand den Rücken zu, um während der Großen Depression und den Kriegsjahren weiter als Theaterschauspielerin zu arbeiten. In den 1940er Jahren erlangte sie Berühmtheit als Stimme von Elsie the Cow, dem Firmenmaskottchen des Milchkonzerns Borden, und sie war mit dem Part einer mörderischen Masseurin in Robert Siodmaks Film noir Schrei der Großstadt (1948) neben Richard Conte und Victor Mature wieder in einem Spielfilm zu sehen. Die Kritik lobte sie für die Rolle der „dünnlippigen Amazone“ und sie erhielt weitere Filmangebote in Joseph L. Mankiewicz’ Drama Blutsfeindschaft, Jules Dassins Gefahr in Frisco oder George Cukors Ehekrieg. In all diesen Produktionen agierte sie neben Stars wie Susan Hayward, Katharine Hepburn oder Spencer Tracy, doch war die Charakterdarstellerin Emerson im Verlauf ihrer Filmkarriere ausschließlich auf Nebenrollen abonniert und wegen ihres ungewöhnlichen, unweiblichen Äußerens häufig auf den Part der Antagonistin mit stillschweigend angedeuteten homosexuellen Tendenzen festgelegt. Eine dieser Rollen, die sie einem größeren Publikum bekannt werden ließ, ist die der korrupten und tyrannischen Gefängnisoberin Evelyn Harper in John Cromwells Drama Frauengefängnis, für die sie die New York Times neben ihren Filmkolleginnen Eleanor Parker und Agnes Moorehead als „teuflisch“ und „erbarmungslos“ hochlobte und ein Jahr später eine Nominierung für den Oscar als beste Nebendarstellerin erhielt. 1995 wurden einige Filmausschnitte mit Emerson und Hauptdarstellerin Eleanor Parker in Rob Epsteins und Jeffrey Friedmans Dokumentation The Celluloid Closet aufgenommen, die sich wie die Romanvorlage von Vito Russo dem Hollywood-Bild von Schwulen, Lesben, Bisexuellen und Transgender-Charakteren annimmt.
Ab Mitte der 1950er Jahre wandte sich Hope Emerson mehr und mehr dem Fernsehen zu und erschien in mehreren Folgen bekannter Serien wie Studio One (1955–1958), The 20th Century-Fox Hour (1955) und des Goodyear Television Playhouses (1957). 1958 erhielt sie mit dem Engagement als Nachtclubbesitzerin „Mother“ in der populären Krimiserie Peter Gunn neben Craig Stevens und Lola Albright eine wiederkehrende Rolle, für die sie ein Jahr später für den Emmy nominiert wurde. 1959 verließ sie die Serie, als man ihr die größere Rolle der Haushälterin Amelia „Sarge“ Sargent in dem wöchentlich ausgestrahlten Format The Dennis O'Keefe Show anbot. Kurze Zeit nach dem Einstellen der Dreharbeiten zu der Show, in der Dennis O’Keefe als alleinerziehender Vater und Zeitungskolumnist zu sehen war, verstarb Emerson im Alter von 62 Jahren an einer Leberentzündung. Die Schauspielerin, die zeit ihres Lebens weder verheiratet war noch Kinder hatte, wurde auf dem Grace Hill Cemetery in ihrer Geburtsstadt begraben.

## Filmografie (Auswahl)
- 1948: Schrei der Großstadt (Cry of the City)
- 1948: Ich heirate dich doch (That Wonderful Urge)
- 1949: Blutsfeindschaft (House of Strangers)
- 1949: Gefahr in Frisco (Thieves’ Highway)
- 1949: Entscheidung am Fluß (Roseanna McCoy)
- 1949: Ehekrieg (Adam's Rib)
- 1949: Dancing in the Dark
- 1950: Frauengefängnis (Caged)
- 1950: Flammendes Tal (Copper Canyon)
- 1951: Karawane der Frauen (Westward the Women)
- 1954: Der Schürzenjäger von Venedig (Casanova's Big Night)
- 1955: Die Unbezähmbaren (Untamed)
- 1957: Das Fort der mutigen Frauen (The Guns of Fort Petticoat)
- 1957: Befiehl du deine Wege (All Mine to Give)
- 1958: Der Babysitter (Rock-A-Bye Baby)
- 1958–1959: Peter Gunn (Fernsehserie, 27 Folgen)

## Theaterstücke (Auswahl)
- 1930–1931: Lysistrata
- 1932: Smiling Faces
- 1936–1937: Swing Your Lady
- 1947: Street Scene